# Spartina arundinacea
Espèce
Classification phylogénétique
Spartina arundinacea est une espèce de grandes graminées tétraploïdes à rhizome, pouvant atteindre 1 voire 1,5 mètre de hauteur.

## Localisation
On ne la trouve que dans deux groupes d'îles subantarctiques : l'archipel de Tristan da Cunha, dans le sud de l'Océan Pacifique, et l'île Saint Paul, dans le sud de l'Océan Indien. 
Cet endémisme dans deux régions isolées et éloignées est sans doute dû à une aéro-transportation[Quoi ?] par des oiseaux.[réf. nécessaire]